# Nashid as-Salaam as-Sultani
Nashid as-Salaam as-Sultani é o hino nacional de Omã. Ele foi adotado em 1970 pela 1ª constituição e alterado em 6 de novembro de 1996 a pedido do Sultão de Omã.
Ele faz louvor ao Sultão logo na primeira linha. O interessante desse hino é que guarda ainda em si o velho processo do sultanato, aonde tudo gira em torno do sultão e dele depende, inclusive as ações do executivo, judiciário e legislativo, pois nada é feito ou realizado sem sua autorização. Logo em seguida faz um louvor ao Estado de Omã, com apóstrofes alusivas.